# TMEM116
TMEM116 (англ. Transmembrane protein 116) – білок, який кодується однойменним геном, розташованим у людей на 12-й хромосомі. Довжина поліпептидного ланцюга білка становить 245 амінокислот, а молекулярна маса — 27 464.
| 10         |  | 20         |  | 30         |  | 40         |  | 50         |
| ---------- |  | ---------- |  | ---------- |  | ---------- |  | ---------- |
| MKHTQSGQST |  | SPLVIDYTCR |  | VCQMAFVFSS |  | LIPLLLMTPV |  | FCLGNTSECF |
| QNFSQSHKCI |  | LMHSPPSAMA |  | ELPPSANTSV |  | CSTLYFYGIA |  | IFLGSFVLSL |
| LTIMVLLIRA |  | QTLYKKFVKS |  | TGFLGSEQWA |  | VIHIVDQRVR |  | FYPVAFFCCW |
| GPAVILMIIK |  | LTKPQDTKLH |  | MALYVLQALT |  | ATSQGLLNCG |  | VYGWTQHKFH |
| QLKQEARRDA |  | DTQTPLLCSQ |  | KRFYSRGLNS |  | LESTLTFPAS |  | TSTIF      |

A: Аланін

C: Цистеїн

D: Аспарагінова кислота

E: Глутамінова кислота

F: Фенілаланін

G: Гліцин

H: Гістидин

I: Ізолейцин

K: Лізин

L: Лейцин

M: Метіонін

N: Аспарагін

P: Пролін

Q: Глутамін

R: Аргінін

S: Серин

T: Треонін

V: Валін

W: Триптофан

Задіяний у такому біологічному процесі, як альтернативний сплайсинг. 
Локалізований у мембрані.